# Lek (rivière)
Pour les articles homonymes, voir Lek.
Le Lek est une rivière néerlandaise. À partir de Wijk bij Duurstede, le Lek forme la continuation du Rhin inférieur ; près de Kinderdijk, le Lek se jette dans le Noord, avec lequel il forme la Nouvelle Meuse qui coule vers la mer du Nord.
La longueur du Lek est de 62 km. Historiquement, le Lek est un bras mineur du Rhin. Depuis l'ensablement et le barrage du cours principal du Rhin (aujourd'hui Kromme Rijn, Rhin de Leyde et Vieux Rhin), le Lek est devenu le bras principal du delta du Rhin.

## Géographie

### Navigation
Jusqu'à Vianen, le Lek constitue la frontière provinciale entre Utrecht et Gueldre. Dans la région de Vianen, il se trouve entièrement en Utrecht, puis il forme la frontière entre Utrecht et la Hollande-Méridionale jusqu'à Schoonhoven. À partir de Schoonhoven, la rivière se trouve entièrement sur le territoire de la province de la Hollande-Méridionale.
Aucune grande ville n'est située sur le Lek, seulement un grand nombre de (petites) villes historiques : d'amont en aval Wijk bij Duurstede, Culembourg, Vianen, Ameide, Nieuport et Schoonhoven. Près du confluent avec le Noord se trouvent les grandes localités de Lekkerkerk et de Krimpen aan de Lek. La commune la plus peuplée le long du Lek est Nieuwegein, dont le centre moderne ne se trouve pas au bord du Lek, cependant le centre historique de Vreeswijk en est proche.
Le Lek est relié à d'autres rivières et fleuves via le Canal d'Amsterdam au Rhin (près de Wijk bij Duurstede) et le Canal de la Merwede (près de Vianen). Historiquement, le Lek est relié à l'Yssel hollandais par le Vlist près de Schoonhoven. À l'origine, le Vlist est un ancien bras du Lek.
À Hagestein se trouve un grand ensemble de seuils. Seuls deux ponts traversent le Lek : à Vianen (pont autoroutier) et à Culembourg (pont ferroviaire). Sinon, on ne peut traverser le Lek qu'en empruntant l'une des nombreuses liaisons en bac.